# Château Belgrave
Pour les articles homonymes, voir Belgrave.
Le château Belgrave, est un domaine viticole de 58 hectares situé à Saint-Laurent-Médoc en Gironde. Situé en AOC haut-médoc, il est classé cinquième grand cru dans la classification officielle des vins de Bordeaux de 1855.

## Histoire du domaine
Le château est initialement un pavillon de chasse de la famille Coutanceau au XVIIe siècle. Le vignoble est développé durant le siècle suivant. Au XIXe siècle, il est la propriété du négociant Bruno Devès (ou Devez), qui fait construire les chais et lui donne le nom de « Bellegrave ». Il est classé 5e cru dans la classification officielle des vins de Bordeaux de 1855 sous le nom de « Coutenceau ». Le banquier Marcel Alibert (propriétaire du Château Les Ormes de Pez) le rachète en 1898 et lui donne le nom de « Belgrave ». D'après La Revue du vin de France, après la vente du château par ce dernier, en 1924, divers propriétaires se succèdent et la qualité du vin s'en ressent alors.
En 1979, le domaine est repris par un conglomérat aujourd'hui propriété du groupe Thiénot. Au sein de celui-ci, il est géré par la société Dourthe.

## Vins
Le domaine produit également un second vin nommé « Diane de Belgrave ».